# 23675 Zabinski
23675 Zabinski è un asteroide della fascia principale. Scoperto nel 1997, presenta un'orbita caratterizzata da un semiasse maggiore pari a 2,5783868 UA e da un'eccentricità di 0,0647059, inclinata di 15,05019° rispetto all'eclittica.